# Moshe Schnitzer

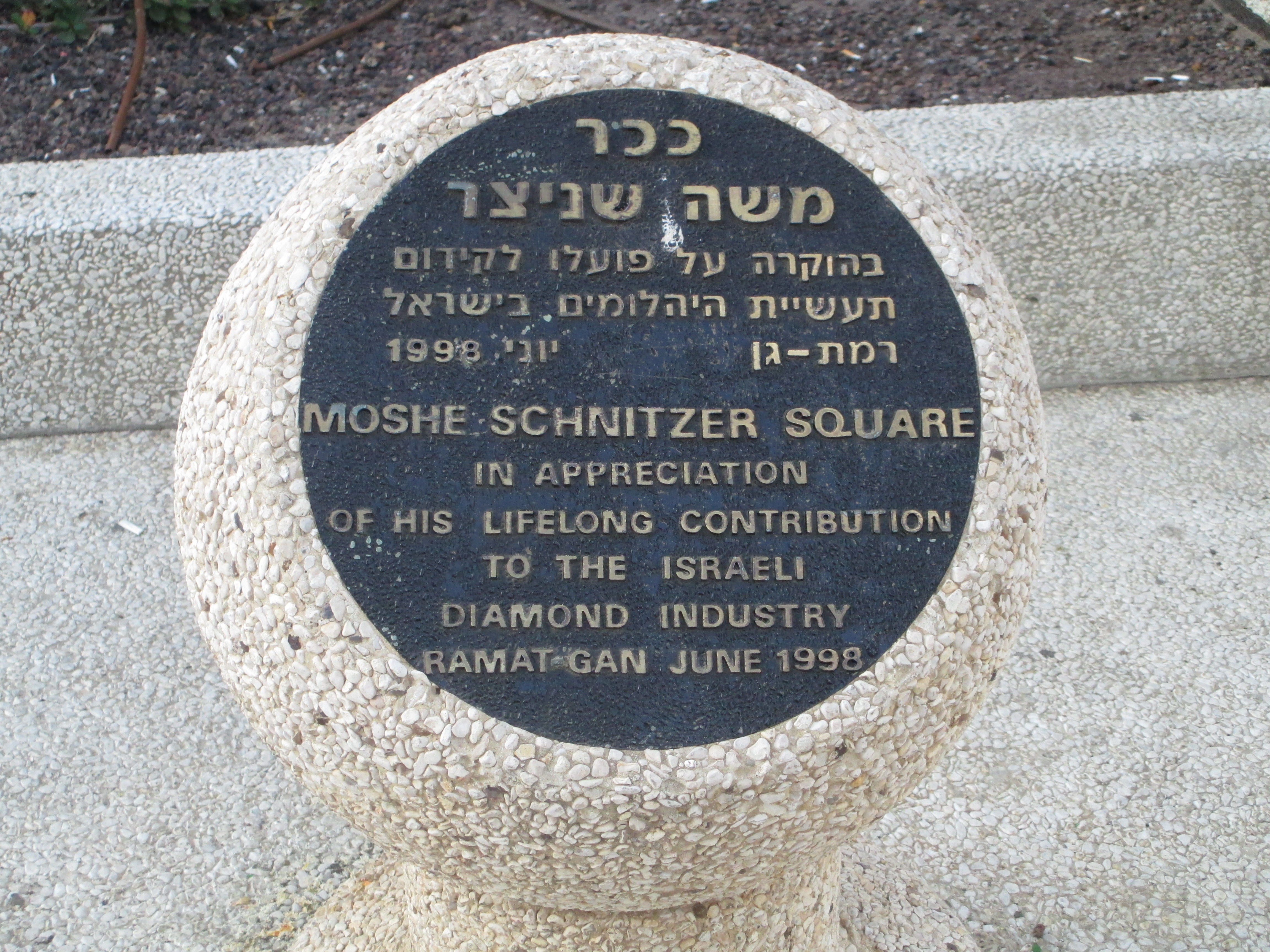
Gedenkstein für Moshe Schnitzer in der Stadt Ramat Gan, dem Sitz einer der größten Diamantenbörsen der Welt

Moshe Schnitzer (* 1921 in Czernowitz, Großrumänien; † 16. August 2007) war ein israelischer Unternehmer und Diamantenhändler.

## Leben
1934 wanderte Schnitzer vom damaligen Rumänien nach Palästina, dem heutigen Israel, aus. An der Hebräischen Universität Jerusalem studierte er Geschichte und Philosophie. Er wurde im Diamantenhandel tätig. Schnitzer war Präsident der Israel Diamond Exchange von 1967 bis 1993. Gemeinsam mit seinem Sohn Shmuel Schnitzer gründete er 1960 das Unternehmen  M. Schnitzer & Co. Sein Enkel ist der Unternehmer Dan Gertler.

## Preise und Auszeichnungen (Auswahl)
- 2004: Israel-Preis
- Leopoldsorden